# Перевиробництво
Перевиробництво (англ. overproduction) - економічний термін, що позначає переважання на ринку пропозиції над попитом. Це призводить до зниження цін та/або збільшення кількості непроданих товарів з можливістю подальшого безробіття.